# نداء خوري
نداء خوري (بالعبرية: נידאא ח'ורי‏) شاعرة فلسطينية ولدت في الأول من نسيان عام 1959 في قرية فسوطة في الجليل. محاضرة للأدب العبري في جامعة بن غوريون بالنقب، وهي أيضا أول شاعرة عربية من مواطني إسرائيل تُدرج كتابتها في منهاج البجروت الأدبي.

## نشأتها
ولدت نداء خوري في فسوطة في الجليل الأعلى لعائلة يعود أصلها إلى مدينة حلب في سوريا. هي الأخت الوسطى بين أربعة إخوة. عمل والدها في صناعة النسيج. عندما كانت في الرابعة عشرة من عمرها، إرسال خوري إلى مدرسة سانت جوزيف الداخلية في مدينة الناصرة. تزوجت في سن 17 عندما اضطرت إلى ترك المدرسة، وأنجبت أربعة أطفال. بدأت بممارسة الكتابة في سن الثانية عشرة.

## مسيرتها الأكاديمية
حصلت خوري على البكالوريوس في الفلسفة والأدب المقارن من جامعة حيفا عام 1998.
في عام 2005، التحقت نداء خوري إلى جامعة بن غوريون كمحاضرة في قسم الأدب العبري. في عام 2009، عينت كمحاضرة ثابتة في قسم الأدب العبري، وعضو في البرنامج الدراسي إدارة النزاعات.

## إنجازاتها
عملت في سلك التدريس بين الأعوام 1998-2002، وفي مؤسسات مدنية عديدة.
في العام 1995، حصلت خوري على جائزة الكتاب والمعلم من وزارة المعارف الإسرائيلية، وعلى جائزة التفرغ الإبداعي.
ترجمت قصائدها إلى عدة لغات من بينها الإنكليزية، الهولندية، الفرنسية، الإيطالية، الألمانية والعبرية.
تنافست أيضا الشاعرة ندار خوري ضمن مجموعة مكونة من 12 شاعرا وكاتبا في الحقل الأكاديمي لنيل جائزة أرويك. وقد تم قبول كتاب «الخطايا» الصادر عن دار ناهيسي في الولايات المتحدة عام 2011 للحصول على الجائزة.
وهي أيضًا مشاركة نشطة في حقوق الإنسان وشاركت في أكثر من 30 مؤتمرًا دوليًا لحقوق الإنسان ومهرجانات أدبية. وتشمل هذه: مؤتمر الشعراء العرب في أمستردام؛ مؤتمر حقوق الإنسان والتضامن مع العالم الثالث في باريس؛ مهرجان الشعر الأردني؛ المهرجان الدولي للشعر في ميديين؛ معرض سانت مارتن للكتاب مؤتمر نابولي لحقوق الإنسان.

## أعمالها المنشورة[5]
كتاب الخيول 2018
كتاب الخطايا 2011
جسد في جسد اخر 2011
أجمل الآلهات تبكي 2000
خواتم الملح 1998
ثقاقة النبيذ 1993
زنار الريح 1992
النهر الحافي 1990
جديلة الرعد 1989
أعلن لك صمتي 1987

### وصلات خارجية
سيرتها الذاتية على موقع جامعة بن غوريون.